# Acalypha pseudalopecuroides
Acalypha pseudalopecuroides är en törelväxtart som beskrevs av Ferdinand Albin Pax och Käthe Hoffmann. Acalypha pseudalopecuroides ingår i släktet akalyfor, och familjen törelväxter. Inga underarter finns listade i Catalogue of Life.